# Írország az 1976. évi nyári olimpiai játékokon
Írország a kanadai Montréalban megrendezett 1976. évi nyári olimpiai játékok egyik részt vevő nemzete volt. Az országot az olimpián 10 sportágban 44 sportoló képviselte, akik érmet nem szereztek.

## Atlétika
Férfi
| Versenyző           | Versenyszám | Előfutam | Előfutam | Előfutam | Elődöntő | Elődöntő | Elődöntő | Döntő   | Döntő    |
| Versenyző           | Versenyszám | Idő      | Hely.    | Össz.    | Idő      | Hely.    | Össz.    | Idő     | Helyezés |
| ------------------- | ----------- | -------- | -------- | -------- | -------- | -------- | -------- | ------- | -------- |
| Niall O'Shaughnessy | 800 m       | 1:49,29  | 5.       | 30.      | kiesett  | kiesett  | kiesett  | kiesett | kiesett  |
| Niall O'Shaughnessy | 1500 m      | 3:40,12  | 4.       | 17.      | kiesett  | kiesett  | kiesett  | kiesett | kiesett  |
| Eamonn Coghlan      | 1500 m      | 3:39,87  | 1.       | 14.      | 3:38,60  | 1.       | 1.       | 3:39,51 | 4.       |
| Eddie Leddy         | 5000 m      | 13:40,54 | 11.      | 21.      |          |          |          | kiesett | kiesett  |
| Eddie Leddy         | 10 000 m    | 28:55,49 | 9.       | 26.      |          |          |          | kiesett | kiesett  |
| Neil Cusack         | Maraton     |          |          |          |          |          |          | 2:35:47 | 55.      |
| Dan McDaid          | Maraton     |          |          |          |          |          |          | 2:27:07 | 42.      |
| Jim McNamara        | Maraton     |          |          |          |          |          |          | 2:24:57 | 39.      |

Női
| Versenyző           | Versenyszám | Előfutam | Előfutam | Előfutam | Elődöntő | Elődöntő | Elődöntő | Döntő   | Döntő    |
| Versenyző           | Versenyszám | Idő      | Hely.    | Össz.    | Idő      | Hely.    | Össz.    | Idő     | Helyezés |
| ------------------- | ----------- | -------- | -------- | -------- | -------- | -------- | -------- | ------- | -------- |
| Mary Tracey-Purcell | 1500 m      | 4:08,63  | 5.       | 11.      | kiesett  | kiesett  | kiesett  | kiesett | kiesett  |

## Evezés
Férfi
| Versenyző                                                                        | Versenyszám              | Előfutam | Előfutam | Vigaszág | Vigaszág | Elődöntő | Elődöntő | Döntő   | Döntő   | Döntő   | Helyezés    |
| Versenyző                                                                        | Versenyszám              | Idő      | Hely.    | Idő      | Hely.    | Idő      | Hely.    | Típus   | Idő     | Hely.   | Helyezés    |
| -------------------------------------------------------------------------------- | ------------------------ | -------- | -------- | -------- | -------- | -------- | -------- | ------- | ------- | ------- | ----------- |
| Seán Drea                                                                        | Egypárevezős             | 7:07,20  | 2.       | erőnyerő | erőnyerő | 6:52,46  | 1.       | A       | 7:42,53 | 4.      | 4.          |
| Martin Feeley Iain Kennedy Jaye Renehan Andrew McDonough                         | Kormányos nélküli négyes | 6:25,57  | 4.       | 6:29,27  | 5.       | kiesett  | kiesett  | kiesett | kiesett | kiesett | helyezetlen |
| Michael Ryan James Muldoon William Ryan Christy O'Brien Liam Redmond (kormányos) | Kormányos négyes         | 6:50,76  | 3.       | erőnyerő | erőnyerő | 6:11,94  | 4.       | B       | 6:49,56 | 1.      | 7.          |

## Íjászat
| Versenyző  | Versenyszám  | 1. forduló | 1. forduló | 2. forduló | 2. forduló | Összesítés | Összesítés |
| Versenyző  | Versenyszám  | Pont       | Hely.      | Pont       | Hely.      | Pont       | Helyezés   |
| ---------- | ------------ | ---------- | ---------- | ---------- | ---------- | ---------- | ---------- |
| Jim Conroy | Férfi egyéni | 1128       | 28.        | 1127       | 31.        | 2255       | 29.        |

## Kajak-kenu
Férfi
| Versenyző                                                 | Versenyszám         | Előfutam | Előfutam | Előfutam | Vigaszág | Vigaszág | Vigaszág | Elődöntő | Elődöntő | Elődöntő | Döntő   | Döntő    |
| Versenyző                                                 | Versenyszám         | Idő      | Hely.    | Össz.    | Idő      | Hely.    | Össz.    | Idő      | Hely.    | Össz.    | Idő     | Helyezés |
| --------------------------------------------------------- | ------------------- | -------- | -------- | -------- | -------- | -------- | -------- | -------- | -------- | -------- | ------- | -------- |
| Declan Burns Brendan O'Connell                            | Kajak kettes 500 m  | 1:56,86  | 6.       | 20.      | 1:47,56  | 4.       | 10.      | kiesett  | kiesett  | kiesett  | kiesett | kiesett  |
| Ian Pringle Howard Watkins                                | Kajak kettes 1000 m | 3:53,33  | 6.       | 21.      | 3:33,54  | 4.       | 6.       | kiesett  | kiesett  | kiesett  | kiesett | kiesett  |
| Declan Burns Brendan O'Connell Ian Pringle Howard Watkins | Kajak négyes 1000 m | 3:27,56  | 6.       | 19.      | 3:22,06  | 5.       | 10.      | kiesett  | kiesett  | kiesett  | kiesett | kiesett  |

## Kerékpározás

### Országúti kerékpározás
Férfi
| Versenyző      | Versenyszám   | Idő           | Helyezés      |
| -------------- | ------------- | ------------- | ------------- |
| Alan McCormack | Mezőnyverseny | nem ért célba | nem ért célba |
| Oliver McQuaid | Mezőnyverseny | nem ért célba | nem ért célba |

## Lovaglás
Lovastusa
| Versenyző                                                     | Ló                                      | Versenyszám | Díjlovaglás | Díjlovaglás | Tereplovaglás | Tereplovaglás | Díjugratás    | Díjugratás    | Végeredmény | Végeredmény |
| Versenyző                                                     | Ló                                      | Versenyszám | Bünt.       | Hely.       | Bünt.         | Hely.         | Bünt.         | Hely.         | Bünt.       | Helyezés    |
| ------------------------------------------------------------- | --------------------------------------- | ----------- | ----------- | ----------- | ------------- | ------------- | ------------- | ------------- | ----------- | ----------- |
| Eric Horgan                                                   | Pontoon                                 | Egyéni      | 72,50       | 9.          | 120,80        | 16.           | 20,00         | 25.           | 213,30      | 15.         |
| Ronald McMahon                                                | San Carlos                              | Egyéni      | 107,50      | 43.         | 322,40        | 33.           | kizárták      | kizárták      | kiesett     | kiesett     |
| Gerard Sinnott                                                | Croghan                                 | Egyéni      | 101,25      | 37.         | 77,60         | 7.            | 0,00          | 1.            | 178,85      | 6.          |
| Norman van de Vater                                           | Blue Tom Tit                            | Egyéni      | 94,16       | 31.         | 279,20        | 31.           | nem ért célba | nem ért célba | kiesett     | kiesett     |
| Eric Horgan Ronald McMahon Gerard Sinnott Norman van de Vater | Pontoon San Carlos Croghan Blue Tom Tit | Csapat      | 267,91      | 9.          | 477,60        | 7.            | nem ért célba | nem ért célba | kiesett     | kiesett     |

## Ökölvívás
| Versenyző          | Versenyszám   | Selejtező                  | 32-es főtábla                        | Nyolcaddöntő                            | Negyeddöntő              | Elődöntő          | Döntő             | Helyezés |
| Versenyző          | Versenyszám   | Ellenfél Eredmény          | Ellenfél Eredmény                    | Ellenfél Eredmény                       | Ellenfél Eredmény        | Ellenfél Eredmény | Ellenfél Eredmény | Helyezés |
| ------------------ | ------------- | -------------------------- | ------------------------------------ | --------------------------------------- | ------------------------ | ----------------- | ----------------- | -------- |
| Brendan Dunne      | Papírsúly     |                            | Ucsijama Noboru (JPN) · RSC          | Orlando Maldonado (PUR) · KO            | kiesett                  | kiesett           | kiesett           | 9.       |
| David Larmour      | Légsúly       | erőnyerő                   | Robert Musuku (SWZ) · nem vett részt | Agustin Martínez (NCA) · nem vett részt | Leo Randolph (USA) · 1-4 | kiesett           | kiesett           | 5.       |
| Gerard Hamill      | Könnyűsúly    | Ace Ruszevszki (YUG) · 1-4 | kiesett                              | kiesett                                 | kiesett                  | kiesett           | kiesett           | 22.      |
| Christy McLoughlin | Váltósúly     | erőnyerő                   | Colin Jones (GBR) · 0-5              | kiesett                                 | kiesett                  | kiesett           | kiesett           | 17.      |
| Brian Byrne        | Nagyváltósúly |                            | erőnyerő                             | Wilfredo Guzman (PUR) · 2-3             | kiesett                  | kiesett           | kiesett           | 9.       |

## Sportlövészet
Nyílt
| Versenyző     | Versenyszám | Pont | Helyezés |
| ------------- | ----------- | ---- | -------- |
| Richard Flynn | Trap        | 179  | 15.      |

## Úszás
Férfi
| Versenyző        | Versenyszám    | Előfutam | Előfutam | Előfutam | Elődöntő | Elődöntő | Elődöntő | Döntő   | Döntő    |
| Versenyző        | Versenyszám    | Idő      | Hely.    | Össz.    | Idő      | Hely.    | Össz.    | Idő     | Helyezés |
| ---------------- | -------------- | -------- | -------- | -------- | -------- | -------- | -------- | ------- | -------- |
| Kevin Williamson | 200 m gyors    | 2:00,08  | 5.       | 41.      |          |          |          | kiesett | kiesett  |
| Kevin Williamson | 400 m gyors    | 4:09,60  | 5.       | 35.      |          |          |          | kiesett | kiesett  |
| Kevin Williamson | 1500 m gyors   | 16:54,11 | 5.       | 27.      |          |          |          | kiesett | kiesett  |
| Robert Howard    | 100 m hát      | 1:00,77  | 5.       | 25.      | kiesett  | kiesett  | kiesett  | kiesett | kiesett  |
| Robert Howard    | 100 m pillangó | 1:00,92  | 8.       | 38.      | kiesett  | kiesett  | kiesett  | kiesett | kiesett  |

Női
| Versenyző       | Versenyszám    | Előfutam | Előfutam | Előfutam | Elődöntő | Elődöntő | Elődöntő | Döntő   | Döntő    |
| Versenyző       | Versenyszám    | Idő      | Hely.    | Össz.    | Idő      | Hely.    | Össz.    | Idő     | Helyezés |
| --------------- | -------------- | -------- | -------- | -------- | -------- | -------- | -------- | ------- | -------- |
| Deirdre Sheehan | 100 m gyors    | 1:02,11  | 6.       | 37.      | kiesett  | kiesett  | kiesett  | kiesett | kiesett  |
| Deirdre Sheehan | 200 m gyors    | 2:15,69  | 6.       | 36.      |          |          |          | kiesett | kiesett  |
| Deirdre Sheehan | 100 m hát      | 1:11,53  | 7.       | 30.      | kiesett  | kiesett  | kiesett  | kiesett | kiesett  |
| Miriam Hopkins  | 200 m pillangó | 2:24,96  | 6.       | 28.      |          |          |          | kiesett | kiesett  |

## Vitorlázás
Nyílt
| Versenyző                     | Versenyszám     | Futam | Futam | Futam  | Futam | Futam  | Futam  | Futam | Pontszám | Helyezés |
| Versenyző                     | Versenyszám     | 1     | 2     | 3      | 4     | 5      | 6      | 7     | Pontszám | Helyezés |
| ----------------------------- | --------------- | ----- | ----- | ------ | ----- | ------ | ------ | ----- | -------- | -------- |
| Peter Dix Robert Dix          | 470-es osztály  | 29,0  | 20,0  | (33,0) | 27,0  | 21,0   | 26,0   | 29,0  | 152,0    | 23.      |
| Derek Jago David Wilkins      | Tempest         | 15,0  | 14,0  | 15,0   | 18,0  | 16,0   | (24,0) | 18,0  | 96,0     | 11.      |
| Barry O'Neill James Wilkinson | Repülő hollandi | 25,0  | 25,0  | 22,0   | 22,0  | (26,0) | 23,0   | 25,0  | 142,0    | 19.      |